# Kamienica Pod Murzynkiem w Krakowie
Kamienica Pod Murzynkiem (znana także jako Kamienica Kozika) – zabytkowa kamienica znajdująca się w Krakowie, w dzielnicy I przy ulicy Grodzkiej 34, na Starym Mieście.

## Historia kamienicy
Kamienica została wzniesiona w XIV wieku. W 1412 jej właścicielem był płatnerz Nicolaus. W 1642 pojawia się w źródłach nazwa Kamienica Kozika, pochodząca od nazwiska ówczesnego właściciela. Budynek spłonął podczas wielkiego pożaru Krakowa w 1850, jednak wkrótce została odbudowana. W 1895 po raz pierwszy notowana jest w źródłach używana do dziś nazwa Kamienica Pod Murzynkiem. W latach 30. XX wieku dom był własnością rodziny Sulikowskich, a w 1945 przeszedł na własność państwa.
28 kwietnia 1967 kamienica została wpisana do rejestru zabytków. Znajduje się także w gminnej ewidencji zabytków.